# لانو دل میدیو (نیومکزیکو)
لانو دل میدیو (به انگلیسی: Llano del Medio) یک منطقهٔ مسکونی در ایالات متحده آمریکا است که در نیومکزیکو واقع شده‌است. لانو دل میدیو ۱۱۸ نفر جمعیت دارد و ۱٬۵۹۶٫۸۷ متر بالاتر از سطح دریا واقع شده‌است.